# Cúmbria
Cúmbria (pron. [cʊmbriə]) és un comtat de la zona nord-oest d'Anglaterra. Limita amb els comtats de Northumberland, Durham, North Yorkshire, Lancashire i les zones escoceses de Dumfries and Roxburgh, Ettrick i Lauderdale.

## Població
Al comtat hi ha 498.800 habitants. L'enorme majoria de la població es concentra a la costa, on es troba la indústria, sobretot portuària, però també de factories. Les ciutats i viles més poblades són Carlisle, Barrow-in-Furness, Workington i Penrith.

## Territori

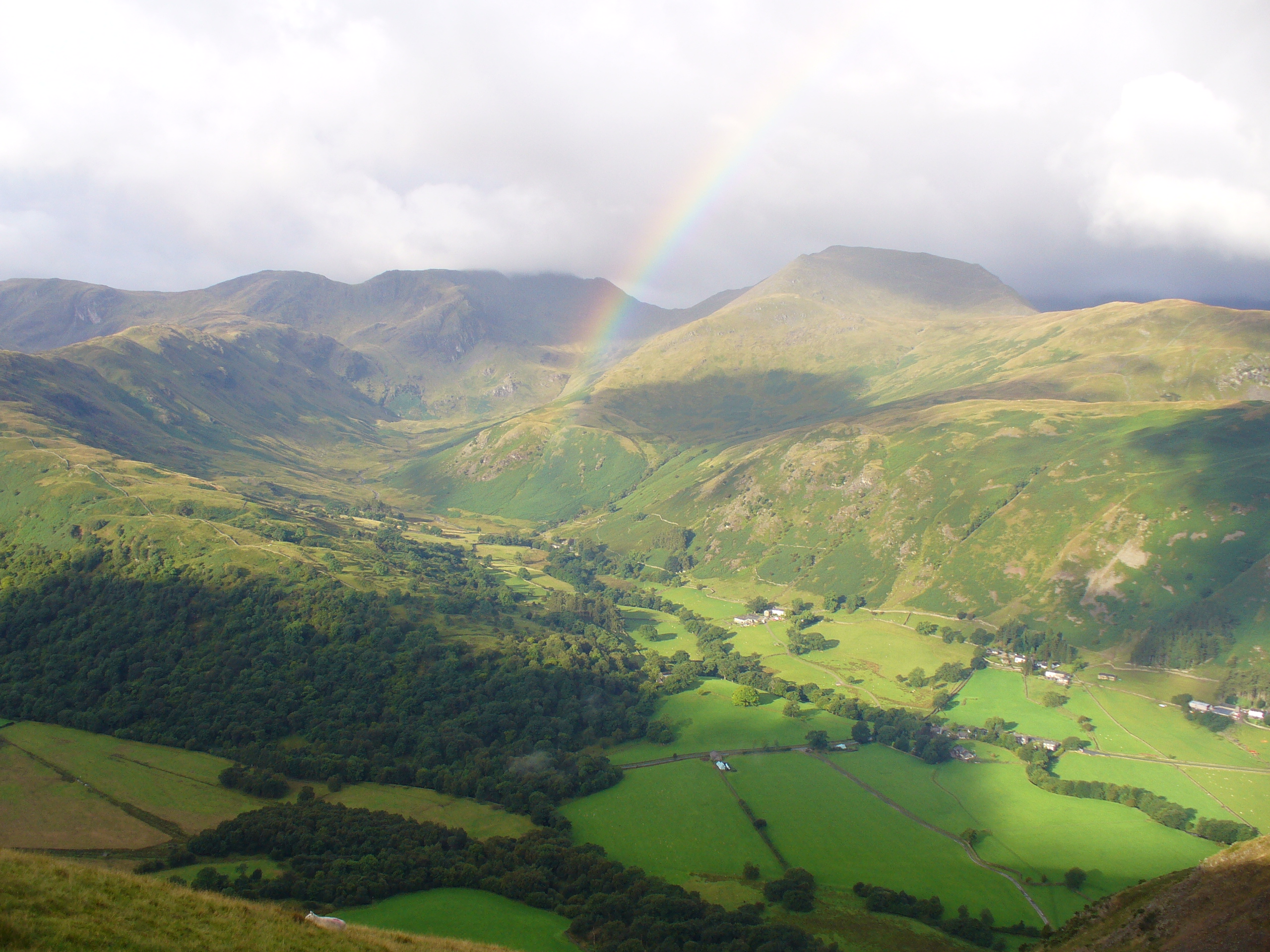
El districte dels Llacs

Amb l'excepció de la costa, gairebé tot el comtat és muntanyós, amb una sèrie de petits rius (el més important el riu Eden) i la col·lecció més nombrosa de llacs del país. La muralla d'Adrià recorre tot el nord del comtat fins a la badia de Carlisle. Ofereix algunes de les restes romanes més significants del Regne Unit, i una sèrie de fortificacions romanes que constitueix el patrimoni històric de més valor de tot el comtat. Altres elements de patrimoni arquitectònic són el castell de Carlisle i l'estil autòcton de cases, molt paregut a l'escocès, és a dir, blanques amb l'ampit de les finestres i la porta en negre.
El Lake District és un parc nacional que ocupa la major part del comtat, i destaca un gran nombre de llacs distribuïts en forma circular al voltant del cim del comtat i el més alt d'Anglaterra, Scafell Pike, amb 978 m. La major indústria del parc és, amb la costa industrial i portuària, el turisme i l'agricultura. Els dos pols més importants del parc són els pobles de Keswick, al nord, i Kendal, al sud.

## Història

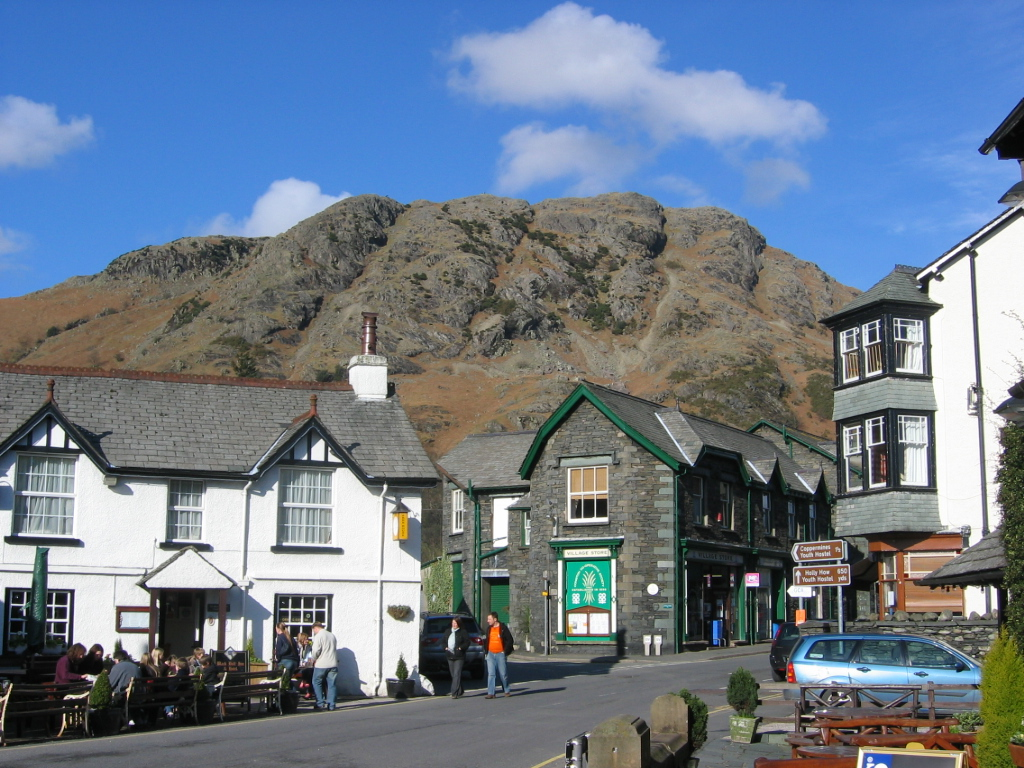
Coniston, un poble típic de Cúmbria

Cúmbria es creà amb la fusió dels antics comtats de Cumberland, Westmorland i parts del Lancashire el 1974. Cal remuntar-se a l'època preromana per trobar un territori equivalent. Aquest fou l'antic regne celta de Rheged, que passà a formar part dels regnes sotmesos als romans. Després, vingueren múltiples atacs, invasions i, finalment, colonització per guerrers de l'actual Noruega; malgrat ser més arrecerat que la costa de l'est, Cúmbria era un dels territoris que més contacte tingué amb aquesta nova població. Amb la formació dels regnes de Northúmbria, Mèrcia i Strathclyde, posteriorment Anglaterra i Escòcia, aquest territori passà del domini escocès a l'anglès i de nou a l'escocès, quedant definitivament a la banda anglesa a partir de la unió (1707). Aquest fet explica, per exemple, la divisió històrica de la capital, Carlisle, en dos: una part alta i escocesa; i una part baixa i anglesa, la que més ha crescut. No formaven un contínuum, sinó que deixaven el riu i una franja àmplia entre si, avui en dia construïda però considerada tanmateix perifèrica.
Als segles XIX i XX, aquesta zona que despuntava un gran patrimoni natural per trobar-se lluny dels tradicionals centres de població experimentà un creixement de població important gràcies a la Revolució Industrial. El focus dels aleshores dos comtats passà de l'interior a la costa. Però, com gran part del país, amb la reconversió econòmica del 1980, patí un gran canvi de rumb. Problemes amb la central nuclear Windscale dugué al seu tancament; igualment, moltes drassanes tancaren davant la reducció de contractes. Tot açò ha deixat un índex important d'atur i pèrdua de població.

## Llengua

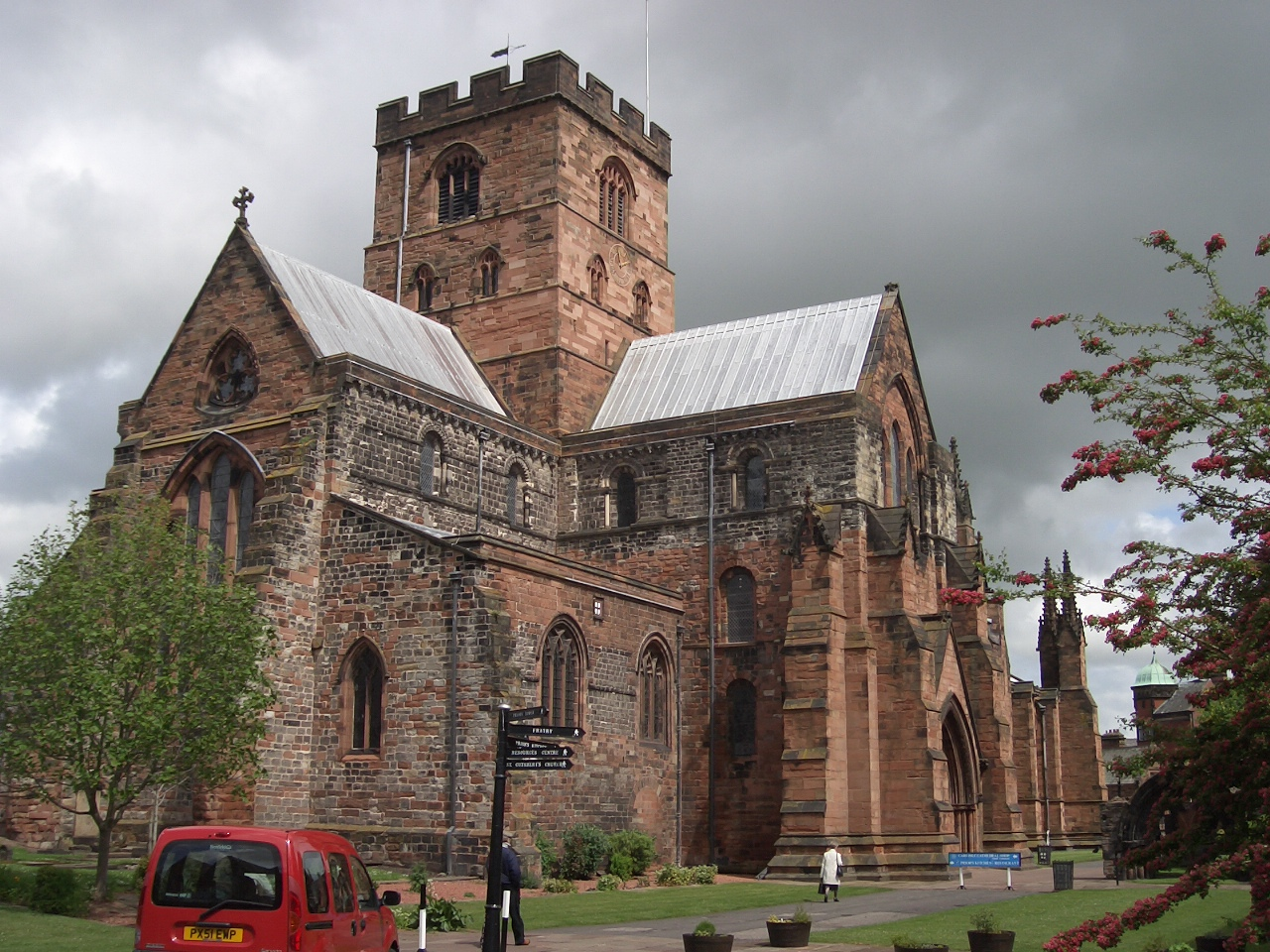
La catedral de Carlisle, a la capital del comtat

La llengua més antiga esmentada és el cúmbric, del terme celta també present en el gal·lès, cymru, que significa «país de companys» i és l'actual nom del País de Gal·les. Aquest nom es modificà pels romans, donant la forma llatina i actual de Cúmbria. El cúmbric desaparegué com a llengua viva al segle xi. Encara existeixen paraules d'ús en l'agricultura que procedeixen directament de la llengua d'aquesta tribu celta; d'altres són el producte de la repoblació parcial per tribus d'Escandinàvia i de la incorporació tardana al regne anglès de Northúmbria. El regne celta de Rheged, sense dubte, tenia una llengua més o menys comprensible per a les tribus veïnes, i fins i tot els elements sobrevivents d'aquella llengua s'assemblen a la de Cornualla (la darrera llengua celta existent a Anglaterra, que s'extingí vora el 1900) i el manx, encara viu però residual a l'Illa de Man. La influència de la cultura celta a Cúmbria és destacable, si es limita al folklore: balls, música, i algunes tradicions.
El dialecte de Cúmbria és parlat arreu del comtat, si bé ofereix una gran variació entre el nord, la costa i el sud, a causa de les influències històriques de l'escocès, el dialecte de Northumbria, el manx i el dialecte de Lancashire. És un dialecte de la llengua anglesa que es diferencia sobretot en el vocabulari, provinent de la llengua escandinava dels pobladors noruecs que hi arribaren al segle x des d'Irlanda i l'Illa de Man.